# كاميلي نينل
كاميلي نينل (23 مارس 1928 في فورت دي فرانس) (بالفرنسية: Camille Ninel)‏ لاعب كرة قدم فرنسي معتزل كان يجيد اللعب في خط الوسط .

## وصلات خارجية
- كاميلي نينل على موقع قاعدة بيانات كرة القدم.إي يو (الإنجليزية)
- كاميلي نينل على موقع عالم كرة القدم.نت (الإنجليزية)